# 章槩
章槩（1465年—16世纪？年），字世衡，浙江紹興府會稽縣人，明朝政治人物。

## 生平
治《易經》，由國子生中式戊午科（1498年）浙江鄉試第十三名舉人，正德三年（1508年）中式戊辰科會試第一百七十一名，第二甲第七十四名進士。冬十月授南京陕西道試御史。十二年升四川夔州府知府，十三年冬十月考察，坐不谨，令冠带闲住。

## 家族
曾祖章敏。祖章珙，贈太僕寺寺丞。父章愷，義官。母王氏。永感下，兄章材（贡士）、弟幹、楘、章柔（贡士）、柄、和、稱、榜、橙。